# Serge Demierre
Serge Demierre (* 16. Januar 1956 in Genf) ist ein ehemaliger Schweizer Radrennfahrer.

## Sportliche Laufbahn
Zweimal wurde Serge Demierre Schweizer Strassenmeister, 1976 als Amateur und 1983 als Profi. 1981 gewann er gemeinsam mit Daniel Gisiger die Trofeo Baracchi und mehrfach Etappen, u. a. bei der Tour de Suisse, der Deutschland-Rundfahrt und der Katalonien-Rundfahrt. 1976 nahm er an den Olympischen Sommerspielen in Montréal im olympischen Straßenrennen teil, musste aber aufgeben. 1975 gewann er die erste Etappe der DDR-Rundfahrt und wurde so auch erster Träger des Gelben Trikots des Führenden in der Gesamtwertung, im Endklassement wurde er 41.
Bei der Tour de France errang Demierre 1983 als vorerst erster Schweizer die Auszeichnung als «kämpferischster Fahrer». Es dauerte bis 2020, dass Marc Hirschi als zweiter Schweizer diesen Titel erreichte.

## Berufliches
Serge Demierre führt heute in Vernier ein Geschäft für Fahrradteile.